# El Faisán, Veracruz
El Faisán är en ort i Mexiko.   Den ligger i kommunen Paso de Ovejas och delstaten Veracruz, i den sydöstra delen av landet, 290 km öster om huvudstaden Mexico City. El Faisán ligger 18 meter över havet och antalet invånare är 402.
Terrängen runt El Faisán är platt. Runt El Faisán är det ganska tätbefolkat, med 96 invånare per kvadratkilometer. Närmaste större samhälle är Fraccionamiento Geovillas los Pinos, 19,2 km sydost om El Faisán. Trakten runt El Faisán består till största delen av jordbruksmark.